# Bodenlaine
Die Bodenlaine ist ein linker Zufluss der Partnach in der Gemeinde Garmisch-Partenkirchen.
Der Bach entsteht an der Hochalm an den Osthängen des Osterfelderkopfes, fließt weitgehend ostwärts, bevor er in die Partnach mündet. 